# Napoleon (Indiana)
Napoleon è un comune degli Stati Uniti d'America, situato nello Stato dell'Indiana, nella contea di Ripley.